# MotorStorm3 〜モーターストーム3〜
『MotorStorm3 〜モーターストーム3〜』(英：MotorStorm: Apocalypse)は、ソニー・コンピュータエンタテインメントがヨーロッパで販売しているプレイステーション3用のレースゲーム。開発はイギリスのEvolution Studios。

## 概要
「MotorStorm2 〜モーターストーム2〜」の続編となる作品。モーターストームシリーズとしては初めて3D立体視に対応した。今回の舞台は崩壊寸前の大都市。マシンは既存の8車種（ダートバイク、ATV、バギー、ラリーカー、レーシングトラック、マッドプラッガー、ビッグリグ、モンスタートラック）に加え、新たにスーパーカー、スーパーバイク、チョッパー、マッスルカー、スーパーミニの5車種が加わり、全13車種から選択できるようになった。

## コース
全10コース35パターンある。「！」マークのあるコースはレース中、コースの形状が変わる。また、「フィスティバル」モード限定のコースが2つある。
THE ROCK
前作や前々作を翻弄とさせる自然あふれるコース。他のコースと違い、地震などは発生しない。
BORD WALK
海岸線のコース。船が難破していたり、竜巻が襲って来たり、津波の爪痕が残るコース。
DOCK LANDS
コンテナや輸送船、クレーンなどがある埠頭のコース。
DOWN TOWN
地震で崩壊した街のコース。レース中、地震が発生し、地盤沈下や道路が隆起したりする。またゲリラ隊が占拠しており銃撃を受けることも。
GOOD HERB
大きな2段構造の橋が特徴的なコース。大統領直属のDUSKLITEという軍により、橋の一部が爆破されたり、ミサイルを撃ち込まれる。
MAINLINE
地下鉄、大陸横断鉄道の線路があるコース。これもDUSKLITEやゲリラ隊に占拠されており、一部爆破されたり、銃撃を喰らったりする。
途中、電車が猛スピードで寸断されたレールに突っ込み、脱線・爆発する。
INTER STATE
崩壊した高速道路のコース。ゲリラ隊が占拠しており銃撃を喰らうことがある。
大陸横断鉄道が通っていたようで、コース中、寸断されたレールや車両の残骸を見ることができる。
SKYLINE
ニューヨーク・マンハッタンのような高層ビルの屋上を走るコース。道中、ビルが倒壊したり、残骸が落ちて道が崩落したりする。
TERMINUS
フロリダ州・マイアミのようなヤシの木がある街のコース。DUSKLITEが占拠しており、レース中、火炎瓶やRPGを投げ込まれる。ヘリからの襲撃を受けることもある。道中では飛行機が墜落してくる。
UPPER BOHEMIA
閑静な住宅地。最初のコース時は地震の爪痕はない。あえていうなら遠方で火災が発生してるのと消火栓が壊れてる程度で、非常に穏やかであるが、最終コースでは地盤沈没や地面が隆起する。
Route 666
大きな橋から崖、港から町の中心部へ抜けるコース。「フィスティバル」モードの「ベテラン」限定のコースで道中、DUSKLITEの戦闘ヘリが銃撃してくる。
Epilogue
「ルーキー」、「プロ」の最終コース。街中から橋を伝って主人公たちの拠点となる船へと抜けるコース。道中、建物が崩壊していく。

## 登場車種
既存の8車種（ダートバイク、ATV、バギー、ラリーカー、レーシングトラック、マッドプラッガー、ビッグリグ、モンスタートラック）に加え、新たにスーパーカー、スーパーバイク、チョッパー、マッスルカー、スーパーミニの5車種が加わり、全13車種から選択できるようになった。全13車種に各それぞれに3台用意されているので、計39台。また、DLCで入手できる車両もある。
すべての車両が主に外観を改造できる。新たな車両、新たなパーツを入手するにはオンライン対戦で車両のレベルを上げていく必要がある。
Dirt Bike
オフロード走行を可能とするバイク。オフロードを安定して走れるが、オンロードでは滑りやすいうえ、当たり負けしやすい。
ATV
4輪バイク。ダートバイクのようにオフロードも可能でなおかつ、オンロードも安定して走れる。しかし高速域に伸びず、相手が速いと抜かされてしまう。また、バイクと同じで当たり負けしやすい。
Buggy
バギーカー。オンロード・オフロードで安定した走りができるほか、加速性がよい。しかし衝突時に車輪が外側にあることが災いし、スピンをしやすい。
Rally Car
ラリーカー。オンロードでは最高速と加速性を活かして走行できるが、オフロードに入ると速度が落ちるなど路面対応能力が低い。
Racing Truck
レーシングトラック。当たり負けしにくいうえ、性能も平均的なので初心者におすすめ。
Mudplugger
SUV、またはジープ。当たり負けしにくいうえ、攻撃力もあり、最高速も比較的よく出る。しかしジャンプの着地時に車高の高さが災いし、バランスを崩しやすいうえ、大型のボディなのでハンドリングも悪い。
Big Rig
大型レーシングカー。全車でもっとも最高速・加速力が低いが、当たり負けしにくく、攻撃力も高い。
Monster Truck
モンスターカー。Big Rigとよく似た能力だが、加速は少し良くなってるが、破壊力や防御力は少し悪くなっている。オフロードにも強いが、ボディが大きいため、狭いところは走れない。また、ブーストの冷却機能も遅い。
Superbike
スポーツバイク。速度が出てハンドリングもいいが、当たり負けしやすいうえ、オフロードでは速度が落ちる。また、水たまりでは減速してしまう。
Chopper
大型バイク。加速や最高速も安定しており、他のバイク2種に比べてややこけにくいが、ハンドリングは悪い。また、水たまりでは減速してしまう。
Supermini
コンパクトカー。加速性がよく、安定性も抜群。しかし、オフロードに弱いうえに最高速も高くなく、当たり負けしやすい。
Super Car
スーパーカー。最高速や加速に優れているが、オフロードに弱いうえに曲がるときにスピンしやすい。また、水たまりでは減速してしまう。
Muscle Car
マッスルカー。スーパーカーに似ている。こちらの方が安定性は良いが、オフロードに弱い。また、水たまりでは減速してしまう。

## 評価
『週刊ファミ通』のクロスレビューでは32点から34点のソフトが対象となる「ゴールド殿堂」入りとなった。